# Azai Sukemasa
Azai Sukemasa (浅井 亮政?; 1491 – 21 gennaio 1542) è stato un daimyō giapponese del periodo Sengoku appartenente al clan Azai.

## Biografia
Sukemasa era figlio di Azai Naotane e succedette a Azai Naomasa. Iniziò la sua carriera come servitore del clan Kyōgoku ma approfittò dei contrasti interni del clan per rendersi indipendente. Dal 1516 in poi Sukemasa spese la maggior parte del suo tempo scontrandosi con il clan Rokkaku per il controllo del nord della provincia di Ōmi. Sconfisse Rokkaku Sadayori e prese il controllo dell'area di Kohoku.
Costruì il castello di Odani nel 1522 facendone la sua roccaforte e si alleò con il clan Asakura della provincia di Echizen.
Morì nel 1542 e gli succedette il figlio Hisamasa.